# Selección de balonmano de Israel
La Selección de balonmano de Israel es el equipo formado por jugadores de nacionalidad israelí que representa a la Federación Israelí de Balonmano en las competiciones internacionales organizadas por la Federación Internacional de Balonmano (IHF) o el Comité Olímpico Internacional (COI). El mejor resultado obtenido hasta la fecha fue la clasificación para el Campeonato de Europa de 2002, que se celebró en Suecia y en el que el combinado israelí finalizó en la 14.ª posición.

## Historial

### Juegos Olímpicos
- 1936 - No participó
- 1972 - No participó
- 1976 - No participó
- 1980 - No participó
- 1984 - No participó
- 1988 - No participó
- 1992 - No participó
- 1996 - No participó
- 2000 - No participó
- 2004 - No participó
- 2008 - No participó
- 2012 - No participó
- 2016 - No participó
- 2020 - No participó

### Campeonatos del Mundo
- 1938 - No participó
- 1954 - No participó
- 1958 - No participó
- 1961 - No participó
- 1964 - No participó
- 1967 - No participó
- 1970 - No participó
- 1974 - No participó
- 1978 - No participó
- 1982 - No participó
- 1986 - No participó
- 1990 - No participó
- 1993 - No participó
- 1995 - No participó
- 1997 - No participó
- 1999 - No participó
- 2001 - No participó
- 2003 - No participó
- 2005 - No participó
- 2007 - No participó
- 2009 - No participó
- 2011 - No participó
- 2013 - No participó
- 2015 - No participó
- 2017 - No participó
- 2019 - No participó
- 2021 - No participó

### Campeonatos de Europa
- 1994 - No participó
- 1996 - No participó
- 1998 - No participó
- 2000 - No participó
- 2002 - Fase de grupos
- 2004 - No participó
- 2006 - No participó
- 2008 - No participó
- 2010 - No participó
- 2012 - No participó
- 2014 - No participó
- 2016 - No participó
- 2018 - No participó
- 2020 - No participó
- 2022 - No participó

## Jugadores
| N.º | Nombre            | Posición          | Club                   | Naciemento | Altura | Peso | Partidos | Goles |
| --- | ----------------- | ----------------- | ---------------------- | ---------- | ------ | ---- | -------- | ----- |
| 1   | Leonid Doroshenko | Portero           | Asa Tel Aviv           | 13.7.64    | 2.00   | 137  | 136      | 0     |
| 2   | Ofer Luzon        | Pivote            | Maccabi Rishon Le Zion | 27.11.84   | 1.85   | 80   | 37       | 24    |
| 3   | Yoav Neeman       | Extremo derecho   | Maccabi Rishon Le Zion | 5.1.80     | 1.85   | 80   | 64       | 157   |
| 4   | Shir Tuerl        | Extremo izquierdo | Asa Tel Aviv           | 24.6.85    | 1.80   | 80   | 10       | 13    |
| 5   | Avishay Smoler    | Extremo derecho   | HSG Wetzlar            | 31.10.85   | 1.80   | 78   | 66       | 194   |
| 7   | Chen Pomeranz     | Lateral izquierdo | HSG Wetzlar            | 28.5.84    | 1.85   | 84   | 38       | 147   |
| 9   | Idan Maimon       | Lateral derecho   | Hapoel Rishon Le Zion  | 27.11.74   | 1.90   | 88   | 168      | 636   |
| 10  | Chen Birnbaum     | Pivote            | Maccabi Rishon Le Zion | 20.7.80    | 1.87   | 82   | 9        | 17    |
| 11  | Tom Matalon       | Lateral izquierdo | Maccabi Rishon Le Zion | 30.6.83    | 1.89   | 88   | 33       | 78    |
| 12  | Zvika Gross       | Portero           | Maccabi Tel Aviv       | 1.10.77    | 1.87   | 83   | 30       | 0     |
| 13  | Gal Avraham       | Extremo izquierdo | Maccabi Rishon Le Zion | 15.8.81    | 1.79   | 80   | 24       | 80    |
| 14  | Dan Mircus        | Pivote            | Asa Tel Aviv           | 18.1.83    | 1.88   | 90   | 54       | 94    |
| 15  | Itzik Halifi      | Lateral derecho   | Asa Tel Aviv           | 1.4.83     | 1.75   | 74   | 9        | 19    |
| 16  | Modi Sordo        | Portero           | Maccabi Rishon Le Zion | 18.8.81    | 1.80   | 82   | 4        | 0     |
| 17  | Ido Lavie         | Pivote            | Asa Tel Aviv           | 8.3.82     | 1.92   | 95   | 7        | 3     |
| 18  | Nir Grinberg      | Lateral izquierdo | H.C Ness Ziona         | 29.10.84   | 1.85   | 94   | 2        | 0     |
| 19  | Ariel Rosental    | Central           | Maccabi Rishon Le Zion | 3.8.86     | 1.80   | 75   | 6        | 2     |
| 21  | Omer Davda        | Pivote            | Hapoel Rishon Le Zion  | 4.11.87    | 1.82   | 104  | 13       | 10    |
| 22  | Fried Barak       | Lateral izquierdo | H.C Ness Ziona         | 7.7.85     | 1.85   | 100  | 3        | 1     |
| 34  | Amir Shuer        | Central           | Asa Tel Aviv           | 1.7.80     | 1.80   | 80   | 10       | 14    |
| 37  | Eyal Shuer        | Extremo derecho   | Hapoel Rishon Le Zion  | 26.9.81    | 1.81   | 82   | 1        | 1     |

- Datos: Q1083791
- Multimedia: Israel men's national handball team / Q1083791